# 穆耶龙
穆耶龙（法語：Mouilleron，法語發音：[mujʁɔ̃]）是法国上马恩省的一个市镇，属于朗格勒区。

## 地理
穆耶龙（47°41'30"N, 5°6'34"E）面积5.19 平方千米，位于法国大東部大區上马恩省，该省份为法国东北部内陆省份，北起马恩省和默兹省，西接奥布省，西南接科多尔省，东南接上索恩省，东临孚日省。
与穆耶龙接壤的市镇（或旧市镇、城区）包括：沙朗塞、瓦尔代蒂莱、瓦扬。

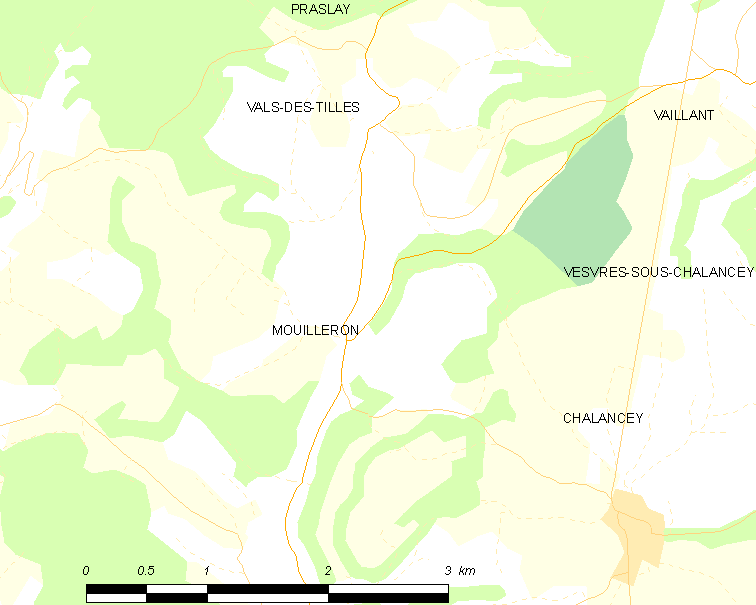
穆耶龙的OSM定位图

穆耶龙的时区为UTC+01:00、UTC+02:00（夏令时）。

## 行政
穆耶龙的邮政编码为52160，INSEE市镇编码为52344。

## 政治
穆耶龙所属的省级选区为维勒居西安勒拉克县。

## 人口

1962-2008年间穆耶龙人口变化图示

穆耶龙于2022年1月1日时的人口数量为30人。